# Sint Sebastiaan (De Boeck)
Sint Sebastiaan is een compositie voor harmonieorkest of fanfare van de Belgische componist Marcel De Boeck.